# Верхнестарицкое сельское поселение
Верхнестарицкое сельское поселение — упразднённое муниципальное образование в Гайнском районе Пермского края России.
Административный центр — посёлок Верхняя Старица.

## История
Образовано в 2004 году. Упразднено в 2019 году в связи с преобразованием муниципального района в единый муниципальный округ.

## Население
| 2010  | 2012  | 2013  | 2014  | 2015  | 2016  | 2017  |
| ----- | ----- | ----- | ----- | ----- | ----- | ----- |
| 1564  | ↘1484 | ↘1421 | ↘1324 | ↘1290 | ↘1282 | ↘1277 |
| 2018  | 2019  |       |       |       |       |       |
| ↘1259 | ↘1205 |       |       |       |       |       |

## Населённые пункты
В состав поселения входили 4 посёлка:
| № | Населённый пункт | Тип     | Население |
| - | ---------------- | ------- | --------- |
| 1 | Верхняя Старица  | посёлок | 822       |
| 2 | Касимовка        | посёлок | 428       |
| 3 | Лель             | посёлок | 163       |
| 4 | Луным            | посёлок | 151       |